# この星空の彼方
「この星空の彼方」（このほしぞらのかなた）は、岡本真夜11作目のシングル。
1999年7月7日発売。発売元は徳間ジャパンコミュニケーションズ。

## 概要
表題曲は、愛する人を亡くした女性ファンのファンレターを読んだ岡本が、彼女たちの気持ちを歌った楽曲。カップリング曲「Help me II」はアルバム『Hello』収録「Help me」続編的内容の楽曲。

## 収録曲
全曲作詞・作曲：岡本真夜、編曲：森俊之
1. この星空の彼方(5:40)
2. Help me II(4:01)
3. この星空の彼方 Acoustic Version(5:40)
4. この星空の彼方 Instrumental(5:40)

## 楽曲の収録アルバム
この星空の彼方
オリジナル・アルバム『魔法のリングにkissをして』（1999年8月4日）
ベスト・アルバム『RISE 1』（2000年5月31日）
オムニバス・アルバム『誰も知らない泣ける歌 オフィシャル・コンピレーションアルバム』（2009年2月18日）
ミニ・アルバム『Crystal Scenery II』（2009年5月27日）, セルフカバーバージョン
ベスト・アルバム『My Favorites』（2010年5月26日）, 『Crystal Scenery II』収録のバージョン
Help me II
オリジナル・アルバム『魔法のリングにkissをして』（1999年8月4日）

## タイアップ
- Help me II：トヨタ自動車「NOAH〜パペポピ Version〜」CMソング。